# Бодливолистен джел
Бодливолистният джел (Ilex aquifolium) е вечнозелен храст или дърво, разпространено в Западна, Южна и Централна Европа, Югозападна Азия и Северна Африка. В България е застрашен вид, включен в Червената книга.

## Описание
Растението е с яйцевидни, назъбени, широки 2 – 10 cm листа, тъмнозелени отгоре, светлозелени отдолу. Мъжките съцветия са съставени от 3 цвята, женските – от 1, рядко от 2 – 3. Чашелистчетата обикновено са 4, рядко 5, венчелистчетата – голи, бели, 4 – 5 на брой. Плодовете са сферични или яйцевидни, с месеста червена обвивка.
Цъфти от април до май, плододава от август до октомври, опрашва се от насекоми и се размножова със семена.
В България се среща в Беласица, Родопите, Средна гора, на височина от 400 до 1200 m.
Популациите са с много ниска плътност. Защитен вид.